# غاري جونسون (عسكري)
غاري جونسون (بالإنجليزية: Garry Johnson)‏ هو عسكري بريطاني، ولد في 20 سبتمبر 1937.